# 一之濑俊明
一之濑俊明（日语：一ノ瀬 俊明／いちのせ としあき，Toshiaki Ichinose，1963年6月15日—），男，日本长野县人。日本国立环境研究所高级研究员、名古屋大学环境学院兼职教授、华东师范大学GIS重点实验室顾问教授。在地理和土木工程领域的学术背景以及城市气候学、能源系统、地理信息系统與城市规划的研究背景使他在关于城市环境系统的研究方面颇有建树。主要研究方向为低碳城市的战略城市规划与评估。在中国和其他亚洲国家进行过多次实地调查，并撰写了探讨日本城市热岛效应的出版物《城市能源转换 (Urban Energy Transition)》。2007年到2011年担任国际城市气候学会（IAUC）董事会成员，并在2002年至多次与世界气象组织专家组成员就城市气候问题进行探讨研究。

## 个人经历
1963年6月15日，一之濑俊明出生于日本长野县。 从长野县立諏訪清陵高中毕业后，他陆续于1987年3月取得日本东京大学理学院地理学系学士学位，1989年3月取得日本东京大学工学院城市工学系硕士学位。

在取得硕士学位后，他在1990年10月至1996年3月担任日本东京大学工学院城市工学系，尖端科学技术研究中心助理教授，并且在1996年3月取得了东京大学工学院城市工学系博士学位。

1996年4月到2006年3月间，一之濑在日本国立环境研究所地球环境研究中心担任高级研究员，并于1997年获得日本土木学会论文奖，1998年2月至1999年3月担任德国弗赖堡大学气象学系客座研究员（日本科学技术部长期在外研究员）。

在这之后，2006年4月至2008年6月成为了日本国立环境研究所社会环境系统研究部高级研究员（副教授级），2008年7月至今任同社会系统领域部门高级研究员（教授级）。并于2001年12月至今兼任华东师范大学国家教育部地理信息系统重点实验室顾问教授。2004年4月至2008年1月兼任日本千叶大学园林学院客座副教授。

2008年5月至今兼任日本名古屋大学环境学院城市环境系教授。2012年4月至2015年3月兼任日本学术振兴会学术系统研究中心审查程序官员。并且分别于2014年和2016年获得日本环境科学会论文奖；2018年获筑波科学教育高手专家的称号；2021年3月任日本环境科学会理事。

## 主要著作
- 一ノ瀬俊明：（2024）今日の地球温暖化と適応計画．In 日本建築学会編：「建築・都市づくりのためのクリマアトラス－温暖化時代のクールシティづくり」（掲載決定）
- 森口祐一，一ノ瀬俊明監修（2023）：江東区環境検定公式参考書，p44+[11]
- 森口祐一，一ノ瀬俊明監修（2023）：対策問題集～問題編～，p24+[11]
- 森口祐一，一ノ瀬俊明監修（2023）：対策問題集～解答・解説編～，p40+[11]
- 一ノ瀬俊明：（2022）海外の地理学関連機関．In 日本地理学会編：「地理学事典」，718-721，丸善出版，pp. 818+
- 一ノ瀬俊明：（2022）ヒートアイランドと対策．In 日本地理学会編：「地理学事典」，508-509，丸善出版，pp. 818+
- Akbari, H., Ichinose, T. (Eds.) : (2022/23) Special Issue "Microclimate Variations and Urban Heat Island". Climate, 10 [12]
- Lopes, A.S., Ichinose, T. (Eds.) : (2021/22) Special Issue "Recent Advances in Urban Climatology: New Challenges, Methods, and Applications". Atmosphere, 12/13 [13]
- 一ノ瀬俊明：（2021）中国のゴミ問題．In 漆原和子ほか編：「図説 世界の地域問題 100」，136-137，ナカニシヤ出版，pp. 219+
- 一ノ瀬俊明：（2021）国境を越える大気汚染．In 漆原和子ほか編：「図説 世界の地域問題 100」，134-135，ナカニシヤ出版，pp. 219+
- 一ノ瀬俊明：（2020）中学社会地理的分野. 日本文教出版，大阪，pp. 287+

日本の領域の特色をとらえよう（16-17），日本の領域をめぐる問題をとらえよう（18-19），世界のさまざまな気候（26-27），アジアの自然環境と人々のかかわり（46-47），人口増加と産業の変化による経済発展～南アジア～（52-53），豊富な資源を生かした経済発展～西アジア・中央アジア～（54-55），日本とアジアの国々とのかかわり（56），ヨーロッパの自然環境と人々のかかわり（60-61），統合による社会の変化と課題（66-67），地形からみた日本の地域的特色と地域区分（140-141），気候からみた日本の地域的特色と地域区分（142-143），資源・エネルギーからみた日本の地域的特色と地域区分（154-155）
- 一ノ瀬俊明（頼俊明）：（2019）「頼子百万里走単騎　日本人地理学者の見た『中国人の知らないディープな中国』」，パブフル（Amazon，Kindle版）[14]
- Ichinose, T. (Eds.) : (2019) Special Issue "Urban Climate: Strategic Planning". Climate, 7 [15]
- 一ノ瀬俊明：（2019）地域戦略における環境共生の視点. pp. 255-264; In 信州大学編：明日の地域をみつける　－信州大学 地域戦略プロフェッショナル・ゼミ ４年間の軌跡. 第一企画，長野，pp. 396+
- Ichinose, T. : (2018) Fusion study of geography and environmental engineering. pp. 169-185; In Rocha, J. Eds.: Spatial Analysis, Modelling and Planning. IntechOpen (DOI:10.5772/intechopen.78574)
- 一ノ瀬俊明：（2016）第７章　都市の発展と地下温度上昇. pp. 99-109；In 山下亜紀郎編著：土地利用でみるアジアの都市化と自然環境. 筑波大学出版会，筑波，pp. 184+
- 一ノ瀬俊明：（2015）中学社会地理的分野. 日本文教出版，大阪，pp. 281+

ヨーロッパ州の自然環境（46-47），持続可能な社会をめざすヨーロッパ州の人々（54-55），環境に優しい発電をめざして（55），地図のデジタル化とGIS（126），世界の地形（132-133），日本の地形（134-135），日本のまわりの海（135），世界の気候（136-137），日本の気候（138-139），ヒートアイランド現象とゲリラ豪雨（143），世界と日本の資源・エネルギー（154-155），原子力発電所の事故と再生可能エネルギー（156-157）
- 一ノ瀬俊明：（2014）中国の都市における環境資源としての気候. SciencePortal China，97，科学技術振興機構 (http://www.spc.jst.go.jp/hottopics/1411/r1411_ichinose.html)
- Yoshida, Y., T. Ichinose : (2014) Energy reduction using natural ventilation in city planning. pp. 293-307; In Lehmann, S. Eds.: Low Carbon Cities - Transforming Urban Systems. Earthscan. pp. 445+
- Schulz, N.B., A. Grubler, T. Ichinose : (2013) Energy demand and air pollution densities, including heat island effects. pp. 95-107; In Grubler, A., D. Fisk Eds.: Energizing Sustainable Cities. Earthscan from Routledge, London and New York, pp. 213+
- 一ノ瀬俊明：（2013）ヒートアイランド. pp. 582-583；In 人文地理学会編：人文地理学辞典. 丸善出版株式会社，pp. 761+
- Grubler, A., X. Bai, T. Buettner, S. Dhakal, D.J. Fisk, T. Ichinose, J. Keirstead, G. Sammer, D. Satterthwaite, N.B. Schulz, N. Shah, J. Steinberger, H. Weisz : (2012) Urban Energy Systems. pp. 1307-1400; In The Global Energy Assessment. Cambridge University Press, Cambridge and New York, pp. 1865+
- 一ノ瀬俊明：（2011）第４章　都市の移り変わり　4-3-4　ソウル・水辺景観. pp. 132-132；In 谷口真人, 谷口智雅, 豊田知世編著：アジア巨大都市　～都市景観と水・地下環境～. 新泉社，東京，pp. 182+
- 一ノ瀬俊明, 朴春子, 片岡久美：（2011）第４章　ソウルの水環境　4.1　歴史的発展と地理的特徴. pp. 73-80；In 谷口真人, 吉越昭久, 金子慎治編著：アジアの都市と水環境. 古今書院，東京，pp. 253+
- 一ノ瀬俊明, Muhammad Haikal：（2011）第７章　ジャカルタの水環境　7.1　地理的特徴と発展過程. pp. 179-184；In 谷口真人, 吉越昭久, 金子慎治編著：アジアの都市と水環境. 古今書院，東京，pp. 253+
- Blake, R., A. Grimm, T. Ichinose, R. Horton, S. Gaffin, J. Shu, D. Bader, C. DeWayne : (2011) Urban climate: Processes, trends, and projections. pp. 43-81 (DOI: 10.1017/CBO9780511783142.009); In Rosenzweig, C., W.D. Solecki, S.A. Hammer, S. Mehrotra Eds.: Climate Change and Cities: First Assessment Report of the Urban Climate Change Research Network. Cambridge University Press, Cambridge, pp. 286+ (DOI: 10.1017/CBO9780511783142)
- Roth, M., R. Emmanuel, T. Ichinose, J. Salmond : (2011) ICUC-7 Urban Climate Special Issue. International Journal of Climatology, 31(2) (DOI: 10.1002/joc.2289)
- Ichinose, T. : (2009) Urban heat islands. pp. 264-269; In Japan Environmental Council (Eds.): The State of the Environment in Asia 2006/2007. Springer
- Ichinose, T., F. Matsumoto, K. Kataoka : (2008) Counteracting Urban Heat Islands in Japan. pp. 365-380 (DOI: 10.1016/B978-0-08-045341-5.00015-3); In Droege P. Eds.: Urban Energy Transition -From Fossil Fuels to Renewable Power-. Elsevier
- Ichinose, T., K. Otsubo, I. Harada, M. Ee : (2008) Estimation of groundwater resource demand in the Yellow River Basin, China. pp. 477-482; In Taniguchi, M., W.C. Burnett, Y. Fukushima, M. Haigh, Y. Umezawa Eds.: From Headwaters to the Ocean: Hydrological Change and Watershed Management. Taylor & Francis. pp. 679+
- 一ノ瀬俊明：（2008）都市気候. pp. 697-704 ; In 気象予報士ハンドブック. オーム社，東京
- 一ノ瀬俊明：（2008）中国の都市をめぐる人と自然の和諧. 「中国の環境問題」，日本評論社，pp. 230-249
- 一ノ瀬俊明：（2007）「千里走単騎」中国単身現地考察活動. pp. 203-216 ; In 竹内邦良, 福嶌義宏編：メコンと黄河～研究者の熱い思い～. 学報社，東京，pp. 267+
- 一ノ瀬俊明：（2007）海外での取り組み事例. pp. 168-173 ; In 都市のヒートアイランドと建築～対策のビジョンと課題. 日本建築学会，東京
- 一ノ瀬俊明：（2006）都市部におけるヒートアイランド. pp. 280-283 ; In 日本環境会議／「アジア環境白書」編集委員会編：アジア環境白書2006/07. 東洋経済新報社，東京，pp. 317+
- 一ノ瀬俊明：（2006）4.3.2　大気環境. pp. 65-89 ; In 有馬朗人監：これからの大学等研究施設　第３編「環境科学編」. 文教施設協会・科学新聞社，東京，pp. 337+
- Ichinose, T. : (2005) Recent counteractions for urban heat island in regional autonomies in Japan. Urban Dimensions of Environmental Change: Science, Exposures, Policies and Technologies, Science Press, pp. 161-167(DOI:10.11298/taiki1995.37.6_A71)
- Shu, J., T. Ichinose, X. Yang, T. Jiang, C. Zhang : (2005) Monitoring and numerical simulation of urban heat island in Shanghai, China. Urban Dimensions of Environmental Change: Science, Exposures, Policies and Technologies, Science Press, pp. 67-78
- Ichinose, T., I. Yasui : (2004) Future Scenarios: Predicting Our Environmental Future. pp. 28+; In Himiyama, Y. Eds.: Area Studies - Regional Sustainable Development: Japan. pp. 550+; In Kiel, L.D. Eds.: Encyclopedia of Life Support Systems (EOLSS). Developed under the Auspices of the UNESCO, Eolss Publishers[16]
- 森山正和ほか：（2004）都市及び地域気候・大気汚染マップ作成ガイドライン. 環境情報科学センター，東京，pp. 57+（共訳；原文,ドイツ語）
- 一ノ瀬俊明：（2004）環境・健康科学辞典. 日本薬学会編，丸善，東京（共著）
- 一ノ瀬俊明：（2003）21.4　都市の熱環境. ; In 新領域土木工学ハンドブック. 朝倉書店
- 原沢英夫, 一ノ瀬俊明, 高橋潔, 中口毅博：（2003）適応、脆弱性評価. pp. 385-406 ; In 原沢英夫, 西岡秀三編：地球温暖化と日本　自然・人への影響予測　第３次報告. 古今書院，東京，pp. 411+
- 一ノ瀬俊明：（2003）都市計画と風の道. pp. 231-238 ; In 吉野正敏, 福岡義隆編：環境気候学. 東京大学出版会，東京，pp. 392+
- Himiyama, Y., M.-I. Hwang, T. Ichinose Eds. : (2002) Land-use Changes in Comparative Perspective. Science Publishers, Inc., Plymouth, pp. 262+
- Ichinose, T. : (2001) Regional warming related with land use change during past 135 years in Japan. Present and Future of Modeling Global Environmental Change –Toward Integrated Modeling-, Terra Scientific Publishing Company, pp. 433-440
- Ichinose, T., H. Kawahara, K. Hanaki, T. Ito, T. Matsuo : (1998) Feasibility Study on Effective Utilization of Sewage Heat in Urban Area with GIS. Urban Ecology, Springer-Verlag, pp. 162-164(DOI:10.1007/978-3-642-88583-9_29)
- Hanaki, K., T. Ichinose : (1998) Efficient energy use in Japanese cities. pp. 178-192; In Golany, G., K. Hanaki, O. Koide Eds.: Japanese Urban Environment. Pergamon Press, Oxford, pp. 367+
- 一ノ瀬俊明：（1998）巨大都市における大気・水質環境の悪化. pp. 57-80；In 武内和彦, 林良嗣編：地球環境学・第８巻　地球環境と巨大都市. 岩波書店，東京，pp. 290+
- Mimura, N., J. Tsutsui, T. Ichinose, H. Kato, K. Sakaki : (1998) Impact on Infrastructure and Socio-economic System. pp. 165-201; In Nishioka, S., H. Harasawa Eds.: Global Warming -The Potential Impact of Japan-. Springer-Verlag (DOI:10.1007/978-4-431-68491-6_5)
- 三村信男, 筒井純一, 一ノ瀬俊明, 加藤博和, 榊啓二：（1997）社会基盤施設と社会,経済システムへの影響. pp. 173-213；In 西岡秀三, 原沢英夫編：地球温暖化と日本（自然・人への影響予測）. 古今書院，東京，pp. 256+
- 一ノ瀬俊明：（1996）細密地理情報にもとづく都市のエネルギー消費と都市熱環境の解析. 平成７年度東京大学学位請求論文（工学系研究科都市工学専攻：論文博士），1996年３月，pp. 247+
- Hanaki, K., T. Ichinose : (1995) Relief of Impacts of Urban Activities on Global Environment. pp. 271-286; In Murai, S. Eds.: Toward Global Planning of Sustainable Use of the Earth. Elsevier Science B.V.
- 一ノ瀬俊明：（1994）足尾の荒廃と緑化. pp. 80-81；In 中村和郎, 小池一之, 武内和彦編：日本の自然　地域編・第３巻　関東. 岩波書店，東京，pp. 180+

## 所获奖项
- 1997年5月　 日本土木学会论文奖[6]。
- 2006年9月　 日本环境科学会论文奖[7]
- 2007年10月　日本土木学会环境系统优秀发表奖[7]
- 2014年9月　 日本环境科学会论文奖[7]
- 2014年10月　第三届城市热岛对策国际会议-二十年科学和超高强度对策贡献奖[7]
- 2016年9月　 日本环境科学会论文奖[8]
- 2018年6月　 获筑波科学教育高手专家的称号[9]

## 出演经历
- 「黑口罩大叔的真心话～哪个颜色不热？」出演 [17]
- 「红外线的秘密」出演 [18]
- 「对谈实录：科学家的研究 一ノ瀬俊明×澤崎賢一」 75分, 2022年制作 Fundamentals Fes mini - 艺术家与科学家互动过程展览 2022年3月19日–3月25日（JR上野站13号站台） 出演 [19]
- 基础知识集（2022年7月23日～24日）出演 [20]
- 电影「Wende2〜通往未来之路〜」高垣博也导演（2023）出演 [21]
- 「都市を生き物として捉え、理想的なエネルギー代謝のしくみを考える」出演[22]
- 筑波电台「科学快报」10月16[23]，23[24]，30日[25] (2023) 出演 都市環境の研究[26]
- 「ヒートアイランド現象から学ぶ、酷暑をサバイブする知恵」(2024年7月22日)　出演[27]